# Abrocomès
Abrocomès (en grec ancien Αβροκόμης / Abrokómês) était l'un des fils de Darius Ier et de son épouse Phratagounè.
Il meurt avec son frère Hypérantès lors de la bataille des Thermopyles en 480 av. J.-C.